# Митякин, Евгений Сергеевич
Евгений Сергеевич Митякин (род. 24 декабря 1997, Краснокамск, Пермская область) — российский хоккеист, нападающий.

## Биография
Начинал играть в пермских «Молоте» и «Викинге». Воспитанник екатеринбургского «Автомобилиста». С сезона 2013/14 начал играть за команду МХЛ «Авто». В январе 2015 года дебютировал в КХЛ, проведя шесть матчей за «Автомобилист». В сезоне 2015/16 помимо «Авто» сыграл 17 матчей за «Автомобилист» и пять — за «Спутник» Нижний Тагил в ВХЛ. С сезона
2017/18 стал играть за фарм-клуб «Автомобилиста» «Горняк» Учалы в ВХЛ. 1 мая 2021 года был обменян в «Нефтехимик».